# Bilton (Northumberland)
Bilton – wieś w Anglii, w hrabstwie Northumberland. Leży 46 km na północ od miasta Newcastle upon Tyne i 443 km na północ od Londynu.